# Chalcosyrphus eugenei
Chalcosyrphus eugenei är en tvåvingeart som beskrevs av Mutin 1991. Chalcosyrphus eugenei ingår i släktet mulmblomflugor, och familjen blomflugor. Inga underarter finns listade i Catalogue of Life.